# Frederick William Bewsher
Frederick William Bewsher, britanski general, * 1886, † 1950.